# Coeficient de convecció
El  coeficient de pel·lícula  o  coeficient de convecció , representat habitualment com h, quantifica la influència de les propietats del fluid, de la superfície i del flux quan es produeix transferència de calor per convecció.
La transferència de calor per convecció es modela amb la Llei del Refredament de Newton:
on {\displaystyle h} és el coeficient de pel·lícula, {\displaystyle A_{s}} és l'àrea del cos en contacte amb el fluid, {\displaystyle T_{s}} és la temperatura a la superfície del cos i {\displaystyle T_{\inf }} és la temperatura del fluid lluny del cos.
El coeficient de convecció depèn de diversos paràmetres relacionats amb el flux del fluid a través del qual es dona la convecció:
- Del tipus de convecció (forçada o natural)
- Del règim del fluid (laminar o turbulent)
- De la velocitat del flux
- De la viscositat del fluid,
- De la densitat del fluid,
- De la conductivitat tèrmica del fluid,
- Del calor específica del fluid.
- Del coeficient de dilatació del fluid,
- De la forma de la superfície d'intercanvi
- De la rugositat de la superfície d'intercanvi
- De la seva temperatura,
- De si el vessament és interior o exterior, ...

Les formes clàssiques d'estimar es basen en l'ús de correlacions de nombres adimensionals (vegeu nombre de Nusselt), de manera que en general es disposa d'una igualtat entre el nombre de Nusselt, que és proporcional al coeficient de convecció, i una certa expressió que involucra el nombre de Reynolds i al nombre de Prandtl En convecció forçada, i al de Prandtl i al nombre de Grashof En convecció natural.
Altres formes de calcular-es basarien a emprar moderns programes de diferències finites o en resoldre les equacions de Navier-Stokes, cosa en la pràctica irrealitzable.